# 소금장수 (1966년 영화)
《소금장수》는 한국에서 제작된 이상언 감독의 1966년 영화이다. 김지미 등이 주연으로 출연하였고 최동권 등이 제작에 참여하였다.

## 출연

### 주연
- 김지미
- 허장강
- 한은진

## 기타
- 원작자: 황순원
- 조명: 이병준
- 미술: 홍성칠